# Emil Škoda
Emil Škoda (Plzeň, Csehország, 1839. november 19.  – Selzthal, Ausztria, 1900. augusztus 8. ) cseh gépészmérnök, nagyiparos, a Škoda Művek alapítója.

## Élete
Jómódú családban született. Chebben, és Pilsenben járt középiskolába, majd a Prágában, Stuttgartban és Karlsruheban tanulta a gépgyártást. Tanulmányai után külföldre utazott, ipari létesítményeket látogatott Franciaországban, Németországban, Angliában, és az Amerikai Egyesült Államokban.   
Mérnökként dolgozott Chemnitzben, és Magdeburgban. 1866-ban főmérnöki beosztásba hívták Plzeňbe gróf Waldstein-Wartenberg gépgyárába, ahol tartályokat, öntöttvas alkatrészeket gyártottak cukorgyáraknak, sörfőzdéknek és bányáknak.
1869-ben Škoda megvette az üzemet családi segítséggel, és fejlesztésekbe kezdett. 1871-ben acélöntödével, 1872-ben új gépgyártó csarnokkal bővült a gyár. 1882-ben kovácsoló részleg nyílt, 1886-ban megépült az új acélgyár. Termékeik rövid időn belül világhírűvé váltak. 1886-ban vasútvonalhoz kötötte a gyárat, és az üzem egyik részlegében ágyútornyokat, három évvel később a hozzátartozó ágyúkat és lőszert gyártottak hadihajók számára, elsősorban a Császári és Királyi Haditengerészet adriai hajóit látták el.   
1899-ben megalapította a Škoda Művek vállalatot.  Már nem élhette meg a Holding egyesülését a Laurin és Klement társasággal, akik személygépkocsi gyártással foglalkoztak (1911). Ettől kezdve már Škoda autókat is gyártottak.
Rendkívüli gépészeti tudásának köszönhetően gépészetet oktató doktor és professzor volt Bécsben. Az üzemekből befolyó pénzből sok alkotót szponzorált. Végrendeletében 80 000 osztrák–magyar koronát hagyott a gyár idős és már munkaképtelen dolgozóinak.
1900-ban hunyt el. A plzeňi Szent Nicolas temetőben van a nyugvóhelye.